# Castelo de Virieu (Isère)
O Château de Virieu é um castelo histórico em Virieu, Isère, Rhône-Alpes, na França.

## História
Foi construído no século XV.

## Valor arquitectónico
Está classificado como monumento histórico oficial pelo Ministério da Cultura da França desde 1990.